# Observatoire de Besely
L'Observatoire de Besely est le premier observatoire astronomique de Madagascar. Il est géré par Haikintana, l'Association malgache pour la promotion de la science, la Société astronomique de France et l'Uranoscope de France. Il vise à développer l'astronomie et la science à Madagascar et en Afrique. L'astéroïde (40201) Besely porte son nom,.
Cet observatoire est hébergé sur le Campus de Besely piloté par l'association Écoles du Monde, à Besely, au nord-ouest de l'île, à 40 kilomètres de Mahajanga. Il est équipé d'un télescope de formule optique Schmidt-Cassegrain, de marque Celestron, modèle C14, doté d'un miroir de 356 mm, sur monture équatoriale EQ8,.

## Vois aussi